# 东西方艺术博物馆

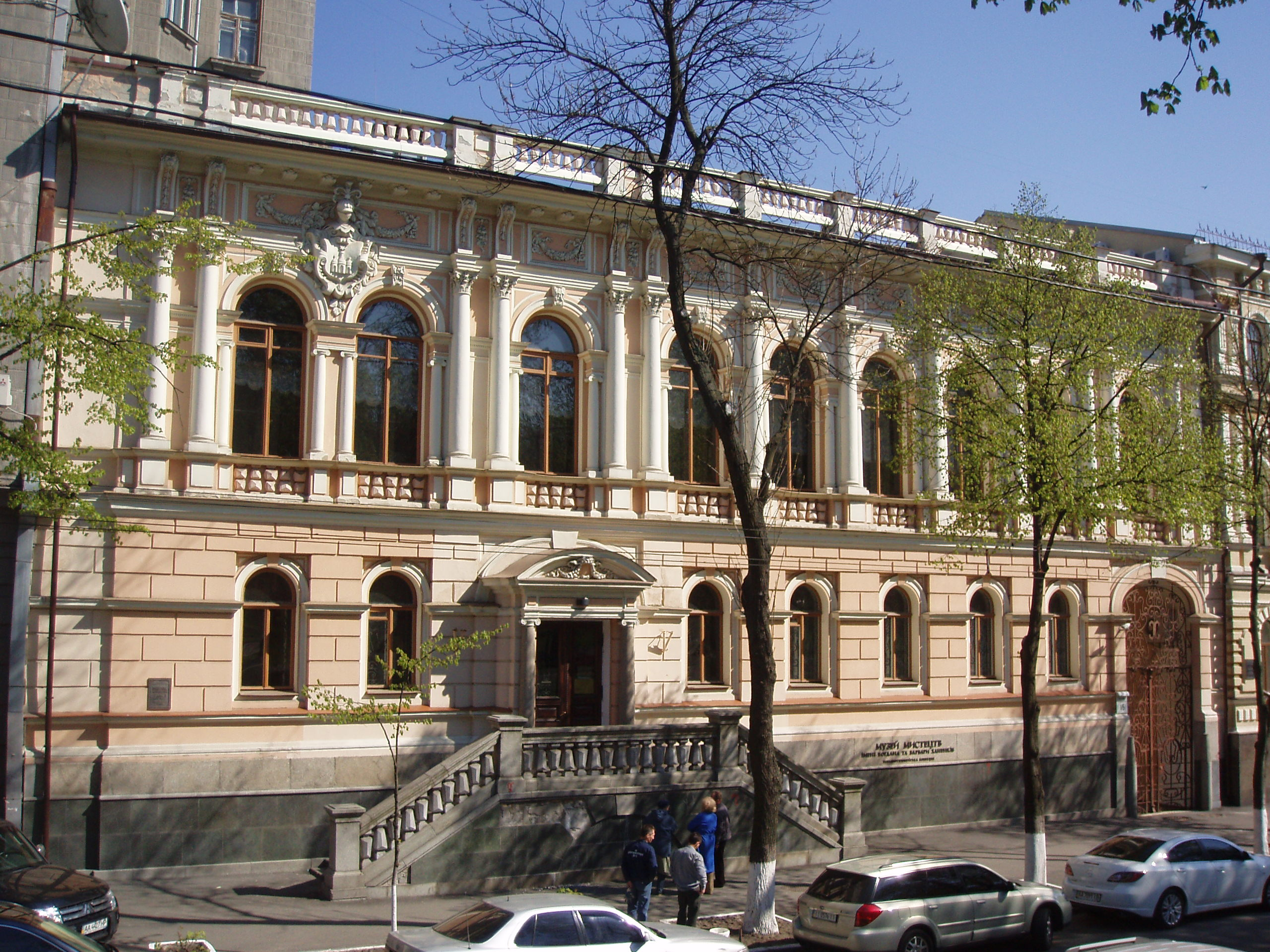

东西方艺术博物馆（全称：博丹和瓦尔瓦拉·哈年科国家艺术博物馆），是位于烏克蘭基輔的公立艺术博物馆。该馆是乌克兰国内规模最大、藏品价值最高的艺术博物馆。博物馆建立于1919年，由收藏家Bohdan Khanenko和他的妻子Varvara Khanenko捐赠成立。馆内共计有藏品25,000余件。